# Aleksej Teresjtjenko
Aleksej Vladimirovitj Teresjtjenko (ryska: Алексей Владимирович Терещенко), född 16 december 1980 i Mozajsk i Sovjetunionen, är en rysk ishockeyspelare som spelar för HK Dynamo Moskva i Kontinental Hockey League, KHL.

## Karriär
Aleksej Teresjtjenko spelade från 1998 till 2004 för den ryska Superligaklubben HK Dynamo Moskva. Han blev rysk mästare med Moskva 2000 och 2005. Säsongerna 2005/2006 och 2006/2007 spelade Teresjtjenko för Ak Bars Kazan och blev med dem rysk mästare 2006. Han tillbringade därefter två säsonger i Salavat Julajev Ufa och blev rysk mästare med denna klubb 2008. KHL startade 2008/2009 och 2009 flyttade Aleksej Teresjtjenko åter till Ak Bars Kazan. Klubben erövrade Gagarin Cup 2010 med Teresjtjenko i laget.

### Internationellt
Aleksej Teresjtjenko var med i JVM i ishockey 2000 då laget lyckades erövra silvermedaljer.
Teresjtjenko är trefaldig världsmästare med det ryska landslaget i turneringarna 2008, 2009 och 2012. Laget erövrade också en silvermedalj 2010 med Teresjtjenko i laget.

## Meriter
- 2000 Rysk mästare med HK Dynamo Moskva
- 2005 Rysk mästare med HK Dynamo Moskva
- 2006 Rysk mästare med Ak Bars Kazan
- 2007 Europeiska klubbmästerskapet i ishockey-vinst med Ak Bars Kazan
- 2008 Rysk mästare med Salavat Julajev Ufa
- 2009 KHL All-Star team
- 2009 KHL All-Star team
- 2010 KHL All-Star team
- 2010 Gagarin Cup-vinst

### Internationellt
- Världsmästare i ishockey 2008, 2009, 2012
- VM-silver 2010
- JVM-silver 2000
- JVM All-Star team 2000